# Guy Bedos
Guy Bedos   (Alger, 15 de juny de 1934 - 4t districte de París, 28 de maig de 2020) fou un humorista francès, artista de music-hall, actor i guionista, pied-noir de ascendència espanyola.

## Vida
Guy Bedos va néixer el 15 de juny 1934 a Alger, d'origen Pied-noir, és un humorista, artista, actor i guionista francès. Com a actor interpreta diversos espectacles d'humor d'autors diferents, entre els quals ell mateix. Desenvolupa una sàtira política regularment posada al dia. Aquesta sàtira arriba sobretot als polítics de dreta, però els seus "companys" d'esquerra també pateixen una mica del seu humor acerb.
Molt amic amb col·legues del seu temps, com Coluche o Pierre Desproges, és a l'origen de la creació d'un espectacle per aquest darrer. Es va casar amb Sophie Daumier, una altra humorista amb qui havia fet un duo. Es separaran el 1977.
El 1980 neix Nicolas Bedos, el seu quart fill, que actualment és autor i representador de textos humorístics a la televisió.

## Filmografia

### Cinema
- 1955: Futures vedettes de Marc Allégret: Rudy
- 1956: Courte tête de Noel Carbonnaux: Fred Campuche el jockey
- 1958: Les Tricheurs de Marcel Carné
- 1960: La Millième fenêtre
- 1961: Ce soir ou jamais de Michel Deville:Jean-Pierre
- 1962: Le Caporal épinglé de Jean Renoir
- 1962: L'Empire de la nuit de Pierre Grimblat: Gaspard
- 1963: Dragées au poivre de Jacques Baratier: Gérard
- 1963: La Soupe aux poulets de Philippe Agostini
- 1964: Aimez-vous les femmes ? de Jean Leon: Jérome Fénouic
- 1965: Les Copains d'Yves Robert: Martin
- 1966: Sept hommes et une garcede Bernard Borderie: Latouche
- 1969: Appelez-moi Mathilde de Pierre Mondy: Georges el fill de François
- 1970: Le Pistonné de Claude Berri
- 1971: Pouce
- 1972: L'ou (L'Œuf) (de Félicien Marceau), pel·lícula de Jean Herman: Emile Magis
- 1974: Le Jardin qui bascule de Guy Gilles: Maurice Garcia
- 1976: Un Éléphant ça trompe énormément de Yves Robert: Simon
- 1977: Nous irons tous au paradis de Yves Robert: Simon
- 1978: Même les mômes ont du vague à l'âme de Jean-Louis Daniel
- 1984: Réveillon chez Bob de Denys Granier-Deferre: Thierry Hubert
- 1986: Sauve-toi, Lola de Michel Drach: Tsoukolsky
- 1987: Il est génial papy ! de Michel Drach: Sébastien
- 1991: Contre l'oubli de Patrice Chéreau
- 1991: Le Bal des casse-pieds de Yves Robert: Germain le pessimiste
- 1996: Un Homme est tombé dans la Rue de Dominique Roulet
- 1997: Sous les pieds des femmes
- 2003: Les Clefs de bagnole de Laurent Baffie
- 2006: La Jungle
- 2007: Survivre avec les loups de Véra Belmont: Jean
- 2011: Moi, Michel G, Milliardaire, Maître du monde de Stéphane Kazandjian: Frank-David Boulanger

### Televisió
- 1963: Les Raisins verts
- 1987: Bonne chance, Monsieur PIC
- 1999-2001: Chère Marianne
- 2003: C'est la vie, camarade!
- 2005: Une Famille pas comme les autres
- 2007: Kaamelott - Llibre V: Anton

## Curtmetratges
- Quand le soleil dort (1954),
- La Revenante (1960),

## Teatre
- 1954: Les Pas perdus de Pierre Gascar, Teatre Fontaine
- 1955: Jeux de princes de Jean Loynel, Petit Marigny
- 1956: Le mari ne compte pas de Roger-Ferdinand, Teatre Edouard VII
- 1956: Le Miroir d'Armand Salacrou, Teatre dels Ambassadors
- 1959: Bon Week-End Mr. Bennett de Paule de Beaumont, Teatre de la Gaîté-Montparnasse
- 1962: L'Idée d'Élodie de Michel André, Teâtre Michel
- 1968: Service de nuit de Muriel Box i Sidney Box, Teatre Gramont
- 1993: La Résistible Ascension d'Arturo Ui de Bertolt Brecht, Teatre nacional de Chaillot
- 1997: Dérapage de Arthur Miller, Teatre de Paris
- 2003: Guy Bedos de Guy Bedos, Nicolas Bedos i Gérard Miller, Teatre nacional de Nice
- 2004: Sortie de scène de Nicolas Bedos, Teatre nacional de Nice
- 2006: En piste ! de Guy Bedos, Teatre national de Nice
- 2007: Hier, aujourd'hui, demain de Guy Bedos i Jean-Loup Dabadie, Teatre del Rond-Point
- 2009: Le Voyage de Victor de Nicolas Bedos, Teatre de la Madeleine

## Llibres
- Plans rapprochés, Stock, 2011
- Le Jour et l'heure, Stock, 2008, ISBN 978-2-234-06151-4
- Sarko and Co, Le cherche-Midi 2007
- Mémoires d'outre-mère, Stock, 2005
- Bête de scène, Hors Collection, 2005
- Arrêtez le monde je veux descendir, Le Cherche-Midi, 2003
- Journal d'un mégalo, Seuil, 1999
- Pointes, piques et répliques, Le Cherche-Midi, 1998
- Merci pour tout, Seuil, 1996
- Envie de jouer, Seuil, 1995
- Inconsolable et gai, Seuil, 1995
- Petites drôleries et autres méchancetés sans importance, Seuil, 1989
- Je craque, Calmann-Lévy, 1976

## Premis
- Molière del millor « one-man-show » de 1990 (pel seu espectacle al Zénith)